# José Ruiz Santaella
José Ruiz Santaella (* 4. Oktober 1904 in Baena; † 1. Januar 1997 in Córdoba) war ein spanischer Agraringenieur und Diplomat, der aufgrund seines Einsatzes für Juden in Berlin während des Zweiten Weltkriegs als Gerechter unter den Völkern ausgezeichnet wurde.

## Leben
Der Vater von José Ruiz Santaella, Francisco Ruiz Frías, war Mitglied der konservativen Partei, Bürgermeister von Baena und später Provinzabgeordneter und Senator. José studierte in Madrid und erlangte 1931 das Diplom eines Argaringenieurs. Er setzte seine Studien in Deutschland fort, wo er 1934 an der Universität Halle-Wittenberg in Naturwissenschaften promovierte. Dort traf er die Krankenschwester Waltraud Schrader, die er 1936 heiratete. Sie konvertierte zum Katholizismus, erhielt die spanische Staatsbürgerschaft und wechselte ihren Vornamen in "Carmen".
Ruiz Santaella kehrte darauf nach Spanien zurück, wo der Bürgerkrieg ausgebrochen war. Er schloss sich den Nationalisten an und arbeitete in Granada und Valladolid im Bereich der agronomischen Forschung. 1942 wurde er zum spanischen Landwirtschaftsattaché in Deutschland ernannt. Zusammen mit seiner Frau Carmen und den mittlerweile drei kleinen Kindern zog er nach Berlin. José Ruiz Santaella arbeitete im Botschaftsgebäude, mietete aber für die Familie ein Haus in Diedersdorf.
Als gläubiger Katholik war José Ruiz Santaella empört über die Judenverfolgung in Deutschland. Das Ehepaar stellte die Jüdin Getrud Neumann, der beim Transport in ein Konzentrationslager die Flucht gelungen war, als Haushaltshilfe an. Sie deckten ihre falsche Identität, boten ihr in ihrem Haus einen sichereren Unterschlupf und nahmen auf ihre Vermittlung im Frühjahr auch Ruth Arndt als Kindermädchen und deren Mutter Lina Arndt als Küchenhilfe auf. Beide hatten in Berlin im Verborgenen gelebt. Um keinen Verdacht zu schöpfen, nannten sie die beiden Jüdinnen Ruth Neu und Lieschen Werner. Der Vater von Ruth und Ehemann von Linda, Arthur Arndt, lebte verborgen im Keller des Hauses einer ehemaligen Patientin. José Ruiz Santaella brachte ihm regelmäßig Nahrungsmittel.
Aufgrund der Bombardierungen von Berlin wurde Ruiz Santaella im September 1944 nach Bern versetzt. Der Plan, Getrud Neumann und die Arndts mit dem Diplomatenauto über die Grenze in die Schweiz zu fahren, wurde letztlich als zu riskant befunden und verworfen. Von der Schweiz aus sandten José und Carmen ihren Schützlingen bis Kriegsende Lebensmittelpakete zu, die sie über einen Angestellten der spanischen Botschaft und den deutschen Helfer Max Köhler erreichten. Alle überlebten den Krieg.
Ruiz Santaella arbeitete nach 1945 weiter im Auswärtigen Dienst und wurde in die Niederlande, Dänemark und Schweden entsandt. 1955 kehrte er nach Spanien zurück. Er wurde Direktor eines landwirtschaftlichen Forschungsinstituts in Córdoba und gründete dort auch die Technische Hochschule für Agraringenieure. Er publizierte zahlreiche Arbeiten im Bereich der Agrarforschung und erhielt mehrere Auszeichnungen.
1988 verlieh die Gedenkstätte Yad Vashem José Ruiz Santaella und seiner Frau Carmen Schrader den Titel Gerechte unter den Völkern.